# 不丹鐵路運輸
不丹，至現時為止尚沒有鐵路運輸。
然而，不丹和印度簽署了一份諒解備忘錄，將不丹與印度鐵路網絡聯繫起來。2005年1月25日，不丹國王和印度總理同意對鐵路線進行可行性研究。
可能的路線是西孟加拉邦的哈斯馬拉至彭措林，Kokrajhar-Gelephu（70公里）， Pathsala-Naglam（40公里）; Rangla-Darranga-Samdrupjongkar（60公里）。不丹的鐵路將建成1676毫米（5英尺6英寸）的寬度。